# Хельсинкская хирургическая больница
Хельсинкская хирургическая больница ( швед. Kirurgiska sjukhuset) - больница,  расположенная в Улланлинна , Хельсинки, на краю парковой зоны  Тяхтиторнинмяки.
Больница, построенная в 1888 году, является административной частью Центральной больницы Хельсинкского университета и представляет собой образец здания в стиле неоклассицизма конца XIX века.
Очень часто используется более короткое именем Кирурген (швед. Kirurgen) или топоним Kirra.

## История
Причиной появления больницы стала большая потребность городе в учреждениях здравоохранения, в связи с чем Хельсинки безвозмездно передал участок под больницу.
Первые планы больницы были составлены Хампусом Дальстрёмом в середине 1870-х годов. Однако они не удовлетворили медицинские круги, поэтому в 1877 году Сенат объявил крупный архитектурный конкурс, который выиграл швейцарец Сигизмунд Ранжер. Кроме того, были выкуплены планы Людвига Людвиговича Бонштедта и Эрнста Якобссона. Однако строительный комитет здания не счел эти планы осуществимыми и начал комбинировать элементы из различных конкурсных работ под руководством  Хампуса Дальстрёмаи Франса Шёстрёма. Работа  Франса Шёстрёма была продолжена после смерти Хельге Ранке, и окончательные рисунки на имя  Франса Шёстрёма были утверждены в 1885 году. Строительные работы начались в 1886 году и были завершены в 1888 году.
Дополнительные здания были построены позже для больницы, в том числе отделения скорой помощи завершена в 1973 году и разработана финскими архитекторами  Эйджа и Олли Сайджонмаа (Saijonmaa). Они же разрабатывали проект  вертолетной площадки.

## Современное состояние
В 1994 году в больнице прекратили работу службы экстренной помощи, а в 2010 году вертолётную площадку снесли в связи с ремонтными работами.
В 2015 году служба неотложной помощи в больнице возобновила свою работу, когда клиника неотложной помощи уха, носа и горла была перенесены из глазной больницы.
В настоящее время в больнице, помимо прочего, есть клиника лор-заболеваний, за исключением амбулаторных клиник Foniatria, которые всё ещё находятся в офтальмологической больнице в районе больницы Мейлахти Хельсинкского университета. В больнице также есть хирургия груди и челюстно-лицевая хирургия.
Название Кирурген (Kirurgen) также используется как название конечной остановки ближайшей трамвайной линии 10.

## Примечание
1. ↑  Cultural sites of national interest (фин.) — 2009.
2. ↑  Buildings Protected by Detailed Plans of the City of Helsinki
3. ↑  Lilius, Henrik: Kirurgi / IV Kirurgian klinikka. Teoksessa Yliopiston Helsinki, s. 50–51. Helsingin yliopisto, Sanomaprint, 1989. ISBN 951-875-148-X
4. 1 2  Kaija Ollila, Kirsti Toppari: Puhvelista punatulkkuun, Helsingin vanhoja kortteleita, s. 300, Sanoma Oy 1998, ISBN 951-9134-69-7